# 15.ª División de Destructores (Armada Imperial Japonesa)
La 15.ª División de Destructores (第15駆逐隊  Dai-jugo kuchikutai?) fue una unidad de destructores de la Armada Imperial Japonesa. Esta unidad de destructores se hizo famosa por su activa participación en el conocido Tokyo Express, siendo la unidad que más misiones de aprovisionamiento y transporte de tropas realizó durante la Campaña de Guadalcanal.

## Organización
| Fecha                 | Naves                                    |
| --------------------- | ---------------------------------------- |
| 25 de febrero de 1910 | Shikinami y Makigumo                     |
| 1 de febrero de 1912  | Yamabiko y Fumizumi                      |
| 1 de abril de 1917    | Momo, Kashi, Hinoki y Yanagi.            |
| 1 de junio de 1921    | Hagi, Fuji, Susuki y Tsuta.              |
| 31 de agosto de 1940  | Kuroshio, Oyashio, Hayashio y Natsushio. |
| 20 de julio de 1942   | Kuroshio, Oyashio, Hayashio y Kagerō.    |
| 20 de junio de 1943   | Dada de baja                             |

## Comandantes
|    | Rango              | Nombre              | Fecha                   |
| -- | ------------------ | ------------------- | ----------------------- |
| 1  | Capitán de fragata | Kawai Taizō         | 1 de abril de 1917      |
| x  |                    | Desmantelada        | 1 de abril de 1918      |
| 2  | Capitán de fragata | Matsuyama Shigeru   | 1 de junio de 1921      |
| x  |                    | Puesto vacante      | 20 de febrero de 1922   |
| 3  | Capitán de fragata | Kida Shinpei        | 1 de diciembre de 1923  |
| 4  | Capitán de fragata | Kawada Seizō        | 1 de diciembre de 1924  |
| 5  | Capitán de fragata | Somekawa Keizō      | 1 de diciembre de 1927  |
| 6  | Capitán de fragata | Takashimada Masaki  | 10 de diciembre de 1928 |
| 7  | Capitán de fragata | Kida Kiichirō       | 30 de noviembre de 1929 |
| 8  | Capitán de fragata | Fukuhara Ichiro     | 1 de diciembre de 1930  |
| 9  | Capitán de fragata | Kamiyama Tokuhei    | 2 de noviembre de 1931  |
| 10 | Capitán de fragata | Narita Tadayoshi    | 1 de diciembre de 1936  |
| 11 | Capitán de fragata | Sakiyama Shakao     | 1 de diciembre de 1937  |
| 12 | Capitán de navío   | Takahashi Ichimatsu | 15 de diciembre de 1938 |
| x  |                    | Disuelta            | 20 de febrero de 1939   |
| 13 | Capitán de fragata | Ueda Kōnosuke       | 31 de agosto de 1940    |
| 14 | Capitán de fragata | Sato Torajirō       | 18 de junio de 1941     |
| 15 | Capitán de navío   | Mutaguchi Kakurō    | 26 de diciembre de 1942 |
| x  |                    | Disuelta            | 20 de junio de 1943     |